# بيا ولا بيك (مسلسل)
بيا ولا بيك هو مسلسل درامي مغربي من إخراج مراد الخودي سنة 2022، وبطولة كل من محمد خيي، فاطمة خير، فاطمة الزهراء بناصر، كمال كاظمي، عبد الله ديدان، أمين الناجي، نادية آيت، محسن مالزي، عبد السلام بوحسيني، هند السعديدي، مليكة العمري، مراد حميمو، فاروق أزنابط، وغيرهم. بث المسلسل على القناة الأولى المغربية طيلة شهر رمضان 2022.

## قصة المسلسل
عندما تطال المشاكل المادية شركة الطوب التي تمتلكها عائلة بن عمر ما يجعل أملاكهم كلها تحت الحجز، يقرر الابن الأكبر للعائلة حكيم بن عمر الذي اعتاد حياة الغنى والرفاهية تغيير مجال عمل الشركة وتحويلها إلى منتجع سياحي، دون التفكير في مصير العمال الذين أفنوا حياتهم في خدمته، ليفتح أمامه باب من الصراعات.

## طاقم التمثيل

### أدوار رئيسية
| الممثل              | الدور       |
| ------------------- | ----------- |
| محمد خيي            | رحال        |
| فاطمة خير           | أنيسة       |
| فاطمة الزهراء بناصر | طامو        |
| كمال كاظمي          | بلعسري      |
| عبد الله ديدان      | حكيم بن عمر |
| أمين الناجي         | إسماعيل     |
| نادية آيت           | رحمة        |
| محسن مالزي          | سلاّم        |
| عبد السلام بوحسيني  | منير        |
| هند السعديدي        | أم هاني     |
| مليكة العمري        | الحاجة      |
| وصال بيريز          | سلمى بن عمر |
| مراد حميمو          | علاء بن عمر |
| فاروق أزنابط        | حمان        |

### أدوار ثانوية
- صباح بنشويخ
- وجدان مصباحي
- حميد النيدر
- عبد الحق صالح
- صوفيا شرف
- زهور السليماني
- وداد لمنيعي
- عبد الكريم بولمال
- محمد الشباني
- أنوار الحساني
- مليكة الرويس
- عباس العلمي

## وصلات خارجية
- بيا ولا بيك على موقع IMDb (الإنجليزية)
- بيا ولا بيك على موقع قاعدة بيانات الأفلام العربية